# Søndre Landsret
Søndre Landsret var en landsret, som blev oprettet i 1920 som appelinstans for de ni nyoprettede underretskredse i Sønderjylland. Dette område havde før Genforeningen hørt under landsretten i Flensborg.

Landsretten bestod af en præsident og fire dommere og havde sæde på domhuset i Sønderborg.
Begrundelsen for en særlig sønderjysk landsret var, at overgangen fra tysk til dansk ret ikke kunne klares i ét hug, så dommerne blev nødt til særligt at sætte sig ind i tysk ret. I sager om principielle spørgsmål og sager med en højere værdi var landsretten første instans, såfremt én af parterne ønskede det. I perioden frem til 1929 indførtes dansk ret gradvis i Sønderjylland.
Overgangen fra tysk til dansk ret besværliggjordes af at der ikke var en samlet dansk lovbog som den tyske Bürgerliches Gesetzbuch. Dette savn blev i nogen grad imødegået af "Hvermands Lovbog", der indeholdt de mest almindelige love. Denne samling blev i slutningen af 1920'erne udgivet af landsretssagfører Karnov, der kom fra Sønderborg. Lovbogen hedder i dag Karnovs Lovsamling.
Med udgangen af 1927 blev domstolen nedlagt, og forretningerne henlagt til Vestre Landsret, som samtlige byretter i Jylland i dag hører under.